# 원황국민학교 월의분교
원황국민학교 월의분교는 대한민국 경상북도 영덕군에 있었던 공립 초등학교이다.

## 학교 연혁
- 일자미상 월의분교장 설립 인가
- 1963년 3월 7일 병곡남부국민학교 월의분교 개교
- 1970년 7월 22일 원황국민학교 월의분교 개칭
- 1995년 3월 1일 폐교 및 원황국민학교 통폐합

## 참고 자료
- 원황국민학교월의분교장 - 한국교육학술정보원 학교알리미